# Euchinico Creek Indian Reserve 17
Euchinico Creek Indian Reserve 17 är ett reservat i Kanada.   Det ligger i provinsen British Columbia, i den centrala delen av landet, 3 500 km väster om huvudstaden Ottawa.
I omgivningarna runt Euchinico Creek Indian Reserve 17 växer i huvudsak barrskog. Trakten runt Euchinico Creek Indian Reserve 17 är nära nog obefolkad, med mindre än två invånare per kvadratkilometer.